# LFA 수페르 타사
LFA 수페르 타사(포르투갈어: Taça 12 de Novembro)는 동티모르의 슈퍼컵이다. 매 해 LFA 프리메이라 우승팀과 타사 12 데 노벰브로의 우승팀이 경기를 치른다.

## 역대 우승팀
- 2016: AS 폰타 레스트
- 2017: 카르케투 딜리
- 2018: 보아비스타
- 2019: 랄레노크 유나이티드
- 2020: 코로나 펜데믹으로 취소

## 같이 보기
- LFA 프리메이라